# Hydra (djur)
För andra betydelser, se Hydra (olika betydelser).
Hydra är ett släkte av nässeldjur som beskrevs av Carl von Linné 1758. Hydra ingår i familjen Hydridae.
Hos arterna bildas var tredje eller fjärde dag en utväxt och när utväxten avsondras uppstår en ny individ.

## Arter i släktetHydra, i alfabetisk ordning[1][2]
- Hydra americana
- Hydra attenuata
- Hydra beijingensis
- Hydra canadensis
- Hydra cauliculata
- Hydra circumcincta
- Hydra daqingensis
- Hydra hadleyi
- Hydra harbinensis
- Hydra hymanae
- Hydra iheringi
- Hydra intaba
- Hydra intermedia
- Hydra japonica
- Hydra liriosoma
- Hydra madagascariensis
- Hydra mariana
- Hydra minima
- Hydra mohensis
- Hydra oligactis
- Hydra oregona
- Hydra oxycnida
- Hydra paludicola
- Hydra parva
- Hydra plagiodesmica
- Hydra robusta
- Hydra rutgersensis
- Hydra salmacidis
- Hydra umfula
- Hydra utahensis
- Hydra viridissima
- Hydra vulgaris